# قائمة البنوك في لبنان
- بنك أنترا
- مصرف لبنان
- فرنسبنك
- البنك اللبناني الفرنسي
- البنك اللبناني للتجارة ش.م.ل
- البنك التجاري للشرق الأدنى ش.م.ل
- بنك لبنان والمهجر ش.م.ل
- بنك فدرال لبنان ش.م.ل
- بنك البحر المتوسط ش.م.ل
- بنك بيروت والبلاد العربية ش.م.ل
- بنك فرعون وشيحا ش.م.ل
- بنك الاعتماد الوطني ش.م.ل
- بنك بيبلوس ش.م.ل
- مصرف الإسكان
- بنك الصناعة والعمل ش.م.ل
- بنك انتركونتيننتال لبنان ش.م.ل
- بنك عوده ش.م.ل
- فينيسيا بنك ش.م.ل.
- البنك اللبناني السويسري ش.م.ل
- الشركة الجديدة لبنك سوريا ولبنان ش.م.ل
- بنك بيروت ش.م.ل
- جمال ترست بنك ش.م.ل
- بنك بيمو ش.م.ل
- بنك لبنان والخليج ش.م.ل
- البنك السعودي اللبناني ش.م.ل
- بنك الموارد ش.م.ل
- الاعتماد المصرفي ش.م.ل
- بنك الاعتماد المتحد ش.م.ل
- بنك المدينة ش.م.ل
- فرست ناشونال بنك ش.م.ل
- بنك الشرق الأوسط وأفريقيا ش.م.ل
- بنك بلوم للتنمية ش.م.ل
- بنك مصر لبنان ش.م.ل
- المصرف التجاري السوري اللبناني ش.م.ل
- بنك الإعتماد اللبناني ش.م.ل
- مصرف شمال أفريقيا التجاري ش.م.ل
- البنك الأهلي الدولي ش.م.ل
- بنك الإمارات ولبنان ش.م.ل
- بنك البركة لبنان ش.م.ل
- بيت التمويل العربي ش.م.ل
- البنك الإسلامي اللبناني ش.م.ل
- البنك العربي